# Лорена
Лорена (фр. Lorraine, локални франц. назив: Louréne), позната и као Лотаргија, Лотарингија или Лотринген, је бивши регион у источној Француској.   Регион је обухватао западне падине Вогеза и источни део Париског басена. 
Регион су карактерисали оштра клима, те разнолик терен прекривен шумама, пешчарама и барама. Значајно учешће земљорадње (пшеница) и сточарства у економији региона. Експлоатација шуме. Угаљ, гвожђе, рудници соли. Топионице; тешка и текстилна инд. Гл. градови: Нанси, Мец, Верден, Линевил.